# Franz Ehmke
Franz Georg Ehmke (* 8. Februar 1928 in Berlin; † 9. Februar 2018 ebenda) war ein deutscher Maler und Autor.
Nach der Ausbildung zum Garten- und Landschaftsgestalter an der Lehr- und Forschungsanstalt für Gartenbau (LuFA) in Berlin-Dahlem war er zunächst in einem staatlichen Entwurfsbüro in Ost-Berlin tätig. Er arbeitete ab 1957 freiberuflich und war ab 1965 publizistisch tätig als Schriftsteller, Fotograf, Zeichner und Maler für Buch- und Zeitschriftenverlage. Ab den 1960er Jahren widmete er sich intensiv der Pastellmalerei. Es entstanden Arbeiten mit vorwiegend Brandenburger Motiven, meist Landschaften. Ein wichtiges Zeugnis topographischer Dokumentation des nördlichen Berlins und Umgebung aus der Wendezeit und der DDR. Ein weiterer Schwerpunkt war die systematische Dokumentation der märkischen Dorfkirchen.